# FC Naftovyk-Ukrnafta

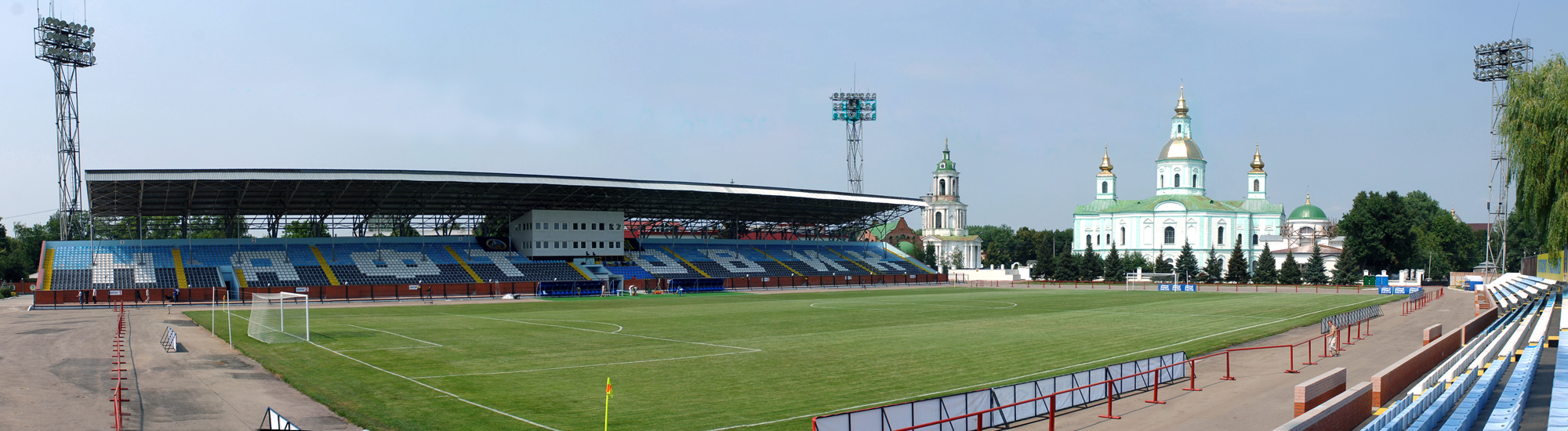
Estadio Naftovyk.

El FC Naftovyk-Ukrnafta, llamado FC Naftovyk-Ukrnafta Okhtyrka por razones de patrocino, fue un equipo de fútbol de Ucrania que jugó en la Liga Premier de Ucrania, la primera división de fútbol en el país.

## Historia
Fue fundado en el año 1980 en la ciudad de Okhtyrka como un equipo de la Okhtyrkanaftogaz, empresa dedicada a la explotación petrolera y de gas natural.
Fue uno de los equipos fundadores de la Liga Premier de Ucrania en 1992, pero al terminar en octavo lugar de su grupo fueron descendidos a la Persha Liha, liga donde han estado la mayor parte de su historia desde la independencia de Ucrania.
Tras descender de la Primera Liga de Ucrania en la temporada 2017/18 el club desaparece.

## Palmarés

### Era Soviética
- Liga Soviética de Ucrania (1): 1991

### Era Independiente
- First League (1): 2006–07
- Druha Liha (1): 2000-01